# Постанак минерала
Постанак минерала одвија се процесом кристализације. Под кристализацијом се подразумева издвајање чврсте кристалне фазе било из течне или гасовите фазе.
Минерали су настали са првим хлађењем и образовањем Земљине коре.
И данас, као и током развоја наше планете, део минерала настаје у процесу хлађења магматског растопа, други део настаје на самој површини Земље, било на копненој или у воденој средини, а трећи део минерала настаје прекристализацијом већ постојећих минерала.
Сви ови процеси настанка минерала сврстани су у три групе:
Ендогени процеси постанка минерала
Ендогени процеси настанка минерала одвијају се у Земљиној кори, на већим или мањим дубинама и при високим притисцима и температурама.
Метаморфни процеси постанка минерала
Метаморфни процеси настанка минерала подразумевају процесе метаморфозе, преображавања, већ раније образованих минерала било магматског, седиментног или метаморфног порекла. Одвијају се на различитим дубинама у земљиној кори при различитим притисцима и температурама.
Егзогени процеси постанка минерала
Егзогени процеси постанка минерала одвијају се на земљиној површинии подразумевају настанак минерала процесима седиментације, тј. таложења, при ниским температурама и атмосферским притисцима који владају у површинским деловима Земљине коре.

## Ендогени начин постанка минерала
Ендогени процеси постанка минерала, у земљиној кори, зависно од многих геолошких фактора, могу се поделити у два стадијума и то: магматски и постмагматски стадијум.
Магматски стадијум постанка минерала обухвата обраѕовање минерала при кристализацији магматског растопа као сложеног система, при температурама између 700 и 1300 и притисцима од неколико десетина kbar.
Постмагматски стадијум обухвата образовање минерала које се одвија након кристализације главног дела магматског растопа. Преостали магматски растоп постаје све више обогаћен лакоиспарљивим компонентама. Постмагматски процеси обухватају три стадијума настанка минерала:
- пегматистки
- пнеуматолошки
- и хидротермални стадијум

## Метаморфни начин постанка минерала
Метаморфни процеси се одвијају у Земљиној кори при повећаним притисцима и температурама. Раније образовани минерали стабилни су у одређеним p, T условима и свака промена тих услова изазива нарушавање равнотеже минерала. Рушењем равнотеже долази до промене у минералу и он прелази у нову стабилнију врсту за дате p, Т услове. Метаморфни процеси су сложени процеси али се најбоље могу сагледати на контакту магматског растопа са околним стенама.
Контакт магматског растопа са околном стеном може бити веома различит и сложен. Као главни фактори метаморфозе или преображаја минерала јављају се: температура, притисак, парцијални притисци H2O, CO2, састав флуида, односно раствора и састав околне стене (Farahnmand & Webber, 2010).
Под дејством ових фактора одвијају се сложени процеси преображаја постојећих минерала, који под измењеним условима више нису стабилни и нужно прелазе у нове минералне врсте које су стабилне у новонасталим условима. Реакције код образовања минерала у процесима метаморфозе праћене су: топлотним ефектима, променом запремине минерала, и хемијским променама
У зависности од геолошких услова и одређених фактора који изазивају метаморфне процесе издвајају се:
- контактни метаморфизам
- регионални метаморфизам
- динамометаморфизам

## Егзогени начин постанка минерала
Егзогени процеси карактеристични су за саму Земљину површину. Одликује се ниском температуром и атмосферским притиском.
Најзначајнији процеси су процеси механичког или физичког и хемијског распадања минерала (Tucker, 2001).